# Marcia degli Alpini - Memorial Leonardo Follis
La Marcia degli alpini. Memorial Leonardo Follis è una manifestazione di corsa in montagna, valida quale prova di campionato podistico valdostano organizzato dalla Associazione valdostana "Martze à Pià" (in patois valdostano, Corsa a piedi), che si svolge il giorno di ferragosto.

## Percorso
La partenza in linea avviene dalla piazza del Municipio di Gaby (località Chef-lieu - 1040 m s.l.m.), si prosegue dopo un primo pezzo su asfalto per sentieri sino al villaggio di Niel (1535 m s.l.m.), si continua ancora in salita lungo il vallone di Lasoney (o Varail dou Lazouney, in patois valdostano) per 2 km in direzione del Colle della Mologna Grande sino alle baite di Schtovela (1.780 m s.l.m.), alla confluenza del vallone principale di Lasoney et il vallone del piccolo Lasoney (o Varail dou pitout Lazouney); oltrepassate queste ultime si fa ritorno al capoluogo.
Sviluppo 11 km, dislivello +/- 800 m.

## Albo d'oro maschile
- 2003, Cristian Terzi, in 0.55.33[1]
- 2004, Jean Pellissier, in 0.55.53
- 2005, Dennis Brunod, in 0.57.17
- 2006, Dennis Brunod, in 0.57.29
- 2007, Paolo Bert, in 0.57.17[2]
- 2008, Jean Pellissier, in 0.58.52[3]
- 2009, Dennis Brunod, in 0.58.15[4]
- 2010, Dennis Brunod, in 0.58.50[5]